# قره‌باغ شکسته‌سی
قره‌باغ شکسته‌سی (ترکی آذربایجانی: Qarabağ şikəstəsi قاراباغ شیکسته‌سی) یکی از مقام‌ها و دستگاه‌های اصیل و پرنواخت آذربایجانی است.

## اطلاعات کلی
«شکسته» که در موسیقی آذربایجانی از جایگاه ویژه و رفیعی برخوردار می‌باشد، دو نوع به اسامی قره‌باغ شکسته‌سی و «کسمه شکسته» دارد. قره‌باغ شکسته‌سی در سده ۱۹ میلادی به عنوان موسیقی مقامی ضربی به وجود آمد و در خلال مدت کوتاهی مورد محبوبیت فراوانی واقع شد. مسلم است که قره‌باغ شسکسته‌سی ریشه در موسیقی عاشیق دارد، به نحوی دیگر، این آهنگ ابتدا در موسیقی عاشیق پدید آمده و سپس انواع و اشکال متعددی به خود گرفت.
قره‌باغ شکسته‌سی و «کسمه شکسته» دو نوع از پرآوازترین موسیقی‌های مقامی توسط خوانندگان آذربایجانی به‌شمار می‌روند. در هر دوی «شکسته» شکوه و شکایت، رنج و جور و اضطراب ناشی از عشق و محبت به گوش می‌رسد. به همین دلیل است که موسیقی آن‌ها دارای لحنی حزین هستند. بر اساس سنن، متن قره‌باغ شکسته‌سی از ادبیات فولکلور مشتق شده‌است. متن «قره‌باغ شکسته‌سی» از بایاتی تشکیل شده است.